# Mosannona costaricensis
Mosannona costaricensis är en kirimojaväxtart som först beskrevs av Robert Elias Fries, och fick sitt nu gällande namn av Laurentius 'Lars' Willem Chatrou. Mosannona costaricensis ingår i släktet Mosannona och familjen kirimojaväxter. Inga underarter finns listade i Catalogue of Life.